# WIKA
WIKA Alexander Wiegand SE & Co. KG ist ein deutsches, international tätiges Familienunternehmen, das vorrangig Druck- und Temperaturmesstechnik herstellt und aus der Armaturen- und Manometerfabrik WIKA Alexander Wiegand GmbH & Co. hervorging.
Der Firmensitz und das Hauptwerk sind im unterfränkischen Klingenberg am Main angesiedelt. Das Unternehmen betreibt insgesamt zehn Produktionsstätten in neun Ländern und ist in mehr als 75 Ländern mit Niederlassungen oder Handelsagenturen vertreten. Im Jahr 2017 erzielte der Gesamtkonzern einem Umsatz von 890,0 Millionen Euro.

## Geschichte

### Anfangsjahre
Das Unternehmen wurde am 2. Januar 1946 von Alexander Wiegand und seinem früheren Mitarbeiter Philipp Kachel gegründet, wobei sich der Firmenname aus den jeweils ersten beiden Anfangsbuchstaben der Gründer-Nachnamen zusammensetzte. Alexander Wiegand war während der Weltwirtschaftskrise als leitender Ingenieur bei der I.G. Farben tätig und hatte dort Erfahrungen mit der Fertigung von Druckmessgeräten gesammelt.
In der Anfangsphase wurden Lohnaufträge und Reparaturen an landwirtschaftlichen Geräten durchgeführt. Ende 1946 wurden erstmals Manometer gefertigt. Der Betrieb in Klingenberg wurde zu der Zeit noch aus einem Büro im Frankfurter Stadtteil Griesheim verwaltet. Da das damalige Messtechnik-Zentrum Deutschlands nach dem Ausbruch des Kalten Krieges hinter dem Eisernen Vorhang lag, konnte sich das Unternehmen die dadurch entstandene Versorgungslücke für Westdeutschland zu Nutze machen. Zwei Jahre nach der Gründung wurde das erste Gebrauchsmuster für einen Membran-gesteuerten Gasdruckregler beim Deutschen Patentamt beantragt.

### 1950 bis 1970
Nach dem Tod Alexander Wiegands wurde sein Sohn Konrad Wiegand (eigentlich promovierter Jurist) 1951 zum Geschäftsführer. Dieser setzte stark auf Expansion, woraufhin Philipp Kachel aufgrund des hohen Risikos der neuen Investitionen aus dem Geschäft ausstieg, um fortan seine eigene Thermometer-Fabrik zu führen. 1956 begann WIKA die Produktion von Druckmessgeräten aus nichtrostendem Stahl. Im Jahr 1959 folgte die Beantragung eines weiteren Schutzrechtes für das durch Alexander Wiegand erfundene flüssigkeitsgefüllte Kontaktmanomenter.
Ein Jahr später expandierte das Unternehmen in die Schweiz. Zur gleichen Zeit wurde auch das 50.000 m2 große Betriebsgelände im Klingenberger Stadtteil Trennfurt erworben, da der bisherige Platz für die Produktion nicht mehr ausreichend war. In den 1960er Jahren errichtete das Unternehmen dort eine große Produktionshalle, ein Verwaltungs- und ein Versandgebäude sowie eine Kantine für die Belegschaft.
1967 übernahm Ursula Wiegand, die zu dem Zeitpunkt gerade 30 Jahre alt war, die Geschäftsführung von ihrem verstorbenen Ehemann. Für ihre unternehmerischen Leistungen gewann sie im Jahr 1984 den Prix Veuve Clicquot und wurde so als erste Deutsche zur „Unternehmerin des Jahres“ gewählt.

### Nach 1970

Historisches Logo (bis 2001)

Im Jahr 1970 war WIKA mit 22.500 täglich gefertigten Einheiten der größte Hersteller für Manometer in Europa und beschäftigte etwa 880 Mitarbeiter. Geschäftsführer der WIKA Alexander Wiegand GmbH & Co. war ab 1973 der zuvor als Betriebsleiter bei Babcock in Oberhausen tätig gewesene Diplomingenieur Hans-Georg Ehlich. Mitte der 1970er entwickelte WIKA das erste elektronische piezoresistive Ferngeber-Manometer. 1979 wurde erstmals ein Umsatz von 100 Mio. DM erreicht. Im gleichen Jahr brachte WIKA elektronische Druckmesslösungen auf den Markt.
1986 wurde die Thermometer-Fabrik Kachel übernommen und wieder in das Unternehmen eingegliedert. Zwei Jahre später folgte die Fertigstellung des neuen Hauptverwaltungsgebäudes auf dem Gelände des Klingenberger Stammwerks. 1994 wurde WIKA durch die DQS nach ISO 9001 zertifiziert.
Nach dem Tod Ursula Wiegands im Jahr 1996 ging die Leitung von WIKA an ihren Sohn Alexander Wiegand, den gleichnamigen Enkel des Unternehmensgründers.

### Jüngere Geschichte
2007 gewann das Unternehmen den Innovations- und Kreativitätspreis (InKA) der Fraunhofer-Technologie-Entwicklungsgruppe. WIKA belegte in den Jahren 2007 und 2008 Platz 3 und im Jahr 2010 Platz 2 in der Kategorie „Beste Büroorganisation“ des Office Excellence Awards.
Im Jahr 2008 wurde eine Mehrheitsbeteiligung an der KSR Kuebler Niveau-Messtechnik AG in Zwingenberg erworben. Mitte 2009 nahm das Unternehmen (das bis dato unter dem Namen WIKA Alexander Wiegand GmbH & Co. KG firmierte) die Rechtsform der europäischen Gesellschaft an.
Seit 2010 erfolgten mehrere Übernahmen anderer Unternehmen durch WIKA. So wurde im April 2011 der Rodgauer Druck-Spezialist DH-Budenberg und Anfang 2012 der italienische Kalibriertechnik-Hersteller Scandura sowie der in Cremona ansässige Primärelemente-Hersteller Euromisure in die WIKA-Gruppe eingegliedert. Um das Produktportfolio für die prozess- und petrochemische Industrie zu erweitern, folgte im Januar 2013 die Integration der US-amerikanischen Gayesco Inc. in den Geschäftsbereich Temperaturmesstechnik sowie ein Jahr später der Aufkauf von Ettore Cella S.p.A. aus Mailand, das auf hochwertige Druck- und Temperaturschalter für die Prozessinstrumentierung spezialisiert ist.

## Produkte
Das Produktsortiment umfasst neben elektronischen, mechatronischen und mechanischen Druck- und Temperaturmessgeräten auch Füllstandsmessgeräte, Druckmittler, Schutzrohre und Kalibriergeräte.
Der mögliche Messbereich erstreckt sich von 0 … 0,5 mbar bis 0 … 15.000 bar in der Druckmessung und von -250 ˚C bis 1.800 ˚C in der Temperaturmessung. Nach eigenen Angaben setzt das Unternehmen jedes Jahr mehr als 43 Mio. Einheiten ab.
Für das Produktdesign des elektronischen Druckschalters PSD-30 wurde WIKA im Jahr 2009 mit dem iF product design award ausgezeichnet.

### Druckmesstechnik

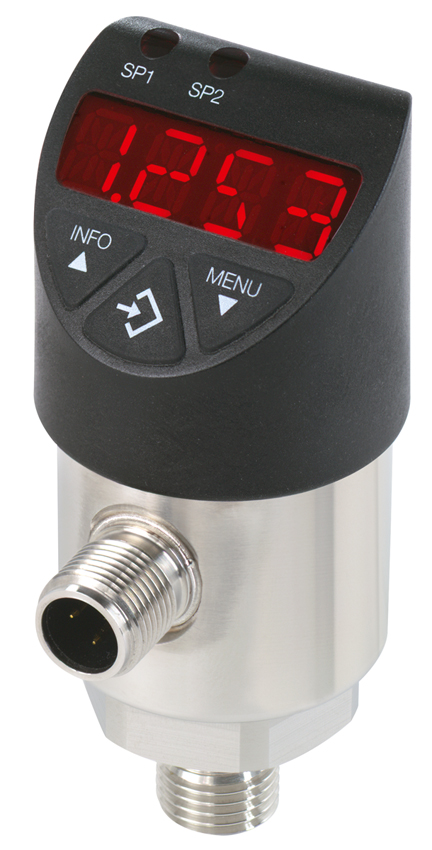
Elektronischer Druckschalter PSD-30 mit LED-Anzeige

Die Druckmesslösungen für Über-, Absolut- und Differenzdruck basieren wahlweise auf elektronischen, mechatronischen oder mechanischen Geräten.

### Temperaturmesstechnik
Für die Temperaturmessung bietet WIKA elektrische, mechatronische und mechanische Lösungen an.

### Kalibriertechnik
Das Produktprogramm der Kalibriertechnik umfasst Kalibriergeräte für Druck, Temperatur und elektrische Messgrößen.
Dienstleistungen rund um die Kalibriertechnik umfassen Kalibrierung, Justage und Instandsetzung von Druck- und Temperaturmessgeräten. Die eigenen Kalibrierlabors von WIKA sind DAkkS-akkreditiert. 

### Sonstige
Zur Füllstandsmessung werden Schwimmerschalter mit Permanentmagnet und optoelektronische Schalter vertrieben. 

## Branchen
Zu den Kunden von WIKA gehören Unternehmen aus den Bereichen Energietechnik (Turbinen, Pumpen, Kompressoren, Generatoren etc.), Schiffstechnik (Pumpen, Abgas), Kalibriertechnik, Automobilindustrie (zum Beispiel Druckluftversorgung), technische Gase (etwa für Entnahmestellen, Flaschendruckregler, Dosieranlagen etc.), Lebensmittel (hygienegerechtes Produktdesign), Pharma (sterile Verfahrenstechnik), Raumlufttechnik (Messgeräte für Klimatechnik), Halbleiterindustrie, Petrochemie und Maschinenbau (Filter, Prüfstände, Pumpen etc.).

## Produktionsstandorte

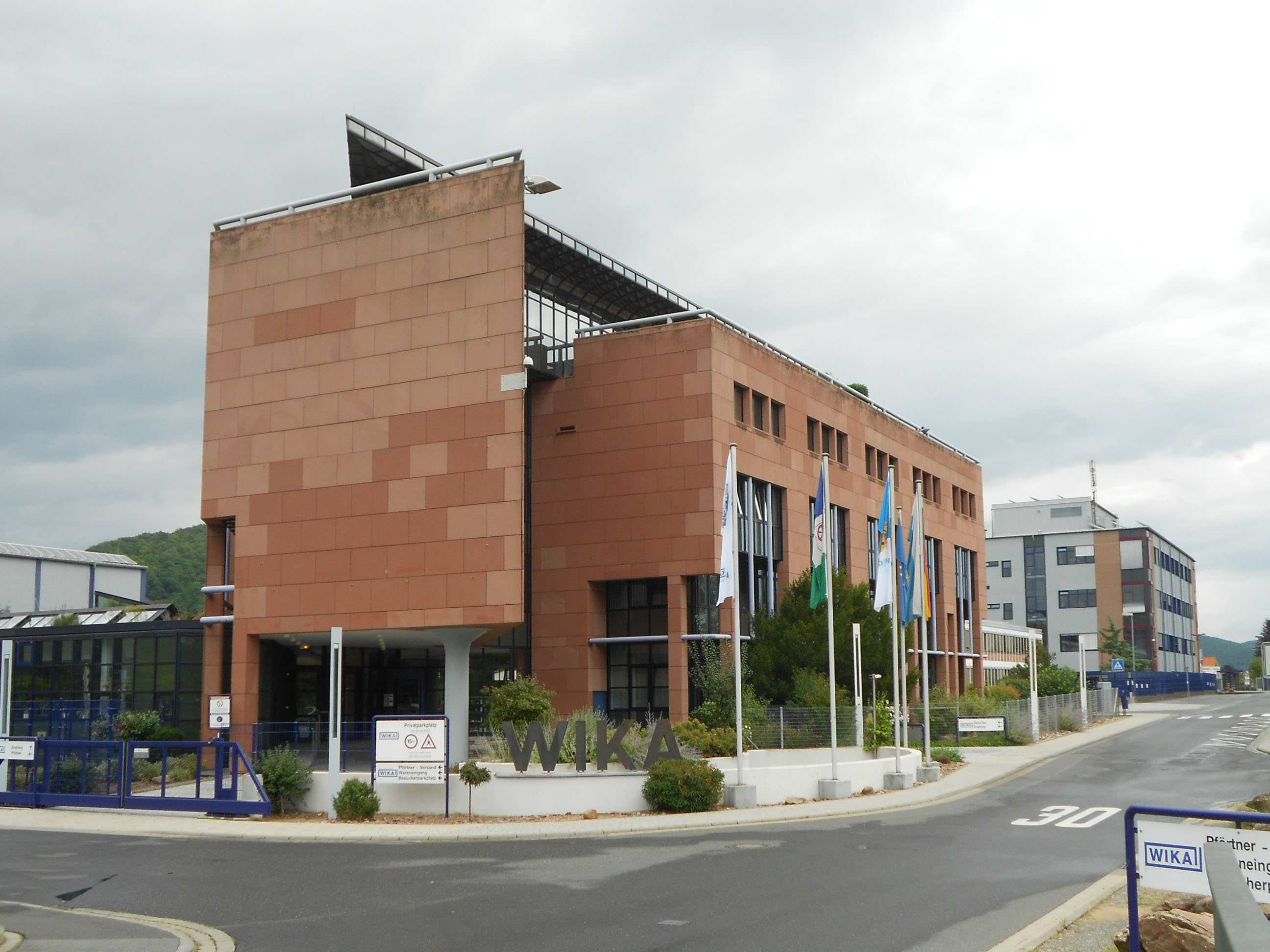
Gebäude der Hauptverwaltung des Klingenberger Stammwerks

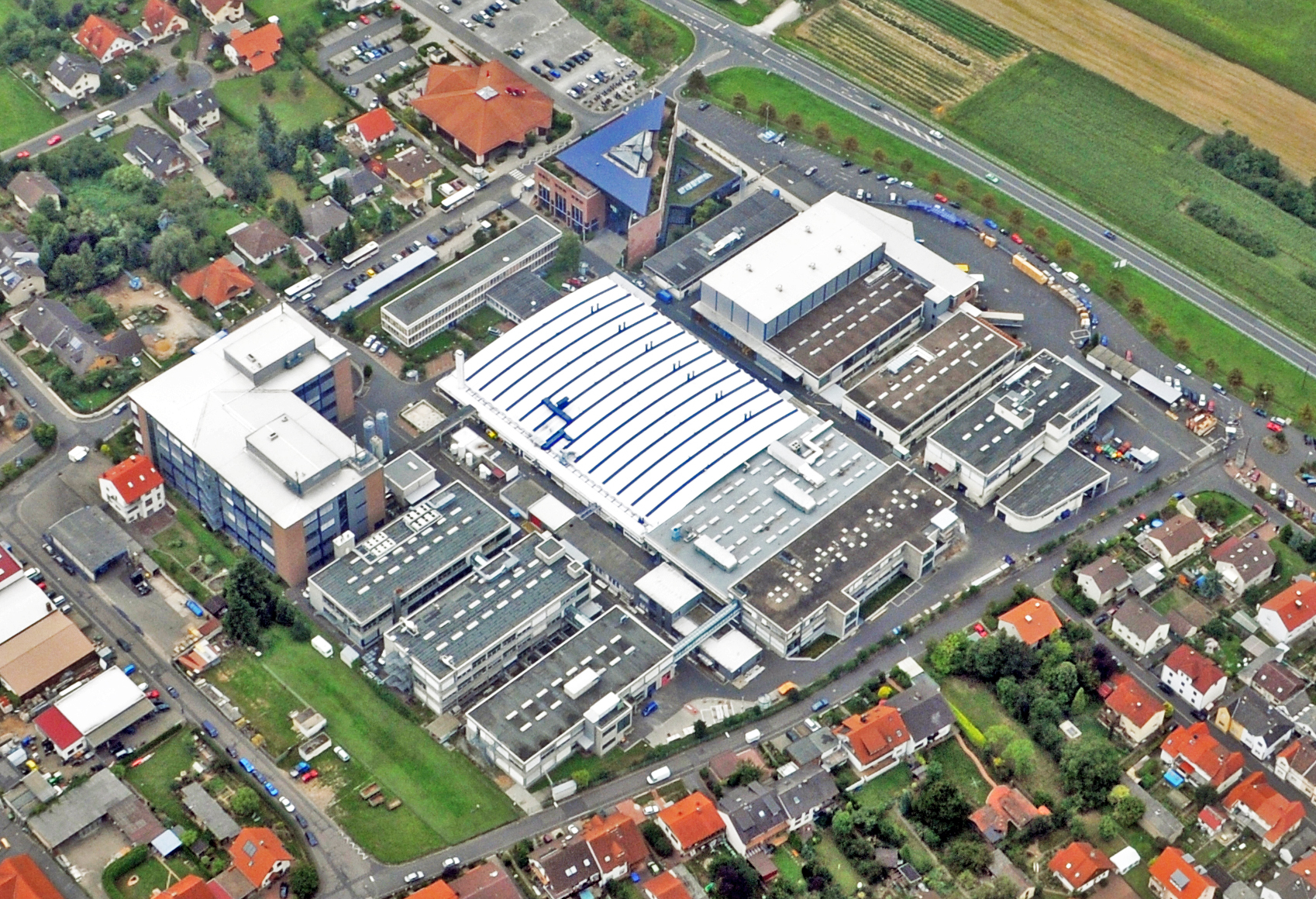
Luftaufnahme des Stammwerks aus dem Jahr 2008

Das Unternehmen unterhält produzierende Werke in Klingenberg am Main (Stammwerk), Houston (Texas, USA), Lawrenceville (Georgia, USA), Włocławek (Polen), Iperó (Brasilien), Suzhou (China), Edmonton (Kanada), Hitzkirch (Schweiz, Produktion von Mess- und Regeltechnik bis 2017 als „Manometer AG“), Gardenview (Südafrika) und Pune (Indien).
In den beiden Standorten in den USA firmiert das Unternehmen unter dem Namen „WIKA Instrument Corporation“. Die Niederlassung in Polen entstand im Jahr 2000 durch die Übernahme der Kujawska Manometer-Fabrik („KFM“), die seit Dezember 2007 als WIKA Polska S.A. firmiert. Dort werden etwa 1.200 Mitarbeiter auf dem über 22.000 m2 umfassenden Betriebsgelände beschäftigt. Die jährliche Produktionskapazität liegt bei 20 Mio. Geräten.
Seit 1999 verfügt das Stammwerk in Klingenberg über ein  Sensorikzentrum mit über 13.000 m2 Produktionsfläche für die elektronischen Druck- und Temperaturmesssparten. Im Klingenberger Stadtteil Röllfeld auf der anderen Seite des Mains ist auf dem 5.000 m2 großen Gelände der ehemaligen Firma Kachel die Fertigung für Temperaturmessgeräte untergebracht. Mit rund 2.000 Mitarbeitern am Standort Klingenberg ist WIKA der größte Arbeitgeber im Landkreis Miltenberg.

### Fertigungsphilosophie
Seit 2001 setzt WIKA bei der Produktion auf die Kaizen-Philosophie und Lean Management. Zur Koordinierung des Verbesserungsprozesses wurde eine eigene Abteilung eingerichtet.

## Soziales Engagement
Seit 2009 unterhält WIKA gemeinsam mit der Stadt Klingenberg eine eigene Kinderkrippe für die Kinder von Angestellten und Menschen aus dem Stadtgebiet.